# Formless
Formless è il secondo album in studio del gruppo musicale Aghora, pubblicato il 2006 dalla Dobles Productions. 

## Tracce
1. Lotus – 1:14
2. Atmas Heave – 5:10
3. Moksha – 5:29
4. Open Close the Book – 4:58
5. Garuda – 2:53
6. Dual Alchemy – 5:36
7. Dime – 7:00
8. 1316 – 5:30
9. Fade – 4:40
10. Skinned – 6:41
11. Mahayana – 7:16
12. Formless – 12:31
13. Purification – 1:45

## Formazione
- Diana Serra - voce
- Alan Goldstein - basso
- Santiago Dobles - chitarra, banjo, chitarra fretless
- Giann Adryen - batteria, percussioni, tabla
- Sean Reinert - batteria